# Reality (David Bowie)
Reality è il ventitreesimo album discografico di David Bowie pubblicato nel 2003 dalla Iso Records in collaborazione con la Columbia Records.

## Storia
L'album venne registrato ai Looking Glass Studios di New York City, e co-prodotto da Bowie e Tony Visconti. Consiste principalmente in nuove composizioni originali, ma include anche due reinterpretazioni di brani noti, Pablo Picasso dei The Modern Lovers e Try Some, Buy Some di George Harrison. Queste due tracce erano state inizialmente destinate al mai inciso Pin Ups 2 che Bowie avrebbe voluto registrare negli anni settanta.
Bowie iniziò la stesura dei brani di Reality già quando la produzione del suo precedente album Heathen era nelle fasi finali. Alcune canzoni furono composte molto velocemente: Fall Dog Bombs the Moon, per esempio, fu scritta in appena 30 minuti. Altri brani, come Bring Me the Disco King, erano canzoni che Bowie aveva già tentato di registrare negli anni settanta o in occasione delle sessioni del 1993 per Black Tie White Noise e Heathen del 2002.
Bowie e Visconti produssero il disco sia in formato stereo che 5.1 mix.
A proposito del titolo dell'album, Bowie disse:

### Pubblicazione
Il disco venne pubblicato in diversi formati, tra i quali anche in versione "Limited DVD Tour Edition" contenente un DVD del concerto promozionale tenutosi al Riverside Studios, Hammersmith, Londra, l'8 settembre 2003, nel quale tutte le tracce dell'album vengono eseguite dal vivo. Sul CD audio, oltre all'album completo è presente anche una bonus track: una cover di Waterloo Sunset dei Kinks.

## Accoglienza
| Recensione                    | Giudizio |
| ----------------------------- | -------- |
| AllMusic                      | [ 4 ]    |
| Encyclopedia of Popular Music | [ 5 ]    |
| Entertainment Weekly          | C+       |
| The Guardian                  | [ 7 ]    |
| Mojo                          | [ 8 ]    |
| Pitchfork                     | [ 9 ]    |
| Rolling Stone                 | [ 10 ]   |
| OndaRock                      | [ 11 ]   |
| Uncut                         | [ 12 ]   |
| USA Today                     | [ 13 ]   |

Per quanto riguarda l'accoglienza, Reality ebbe un buon successo di critica e di pubblico sulla falsariga del precedente album Heathen (2002). Il Guardian diede all'album 4 stelle, Rolling Stone 3 stelle e mezza, ma la recensione forse più interessante la scrisse la BBC, che lo definì molto positivo e lo giudicò il migliore album (insieme a Earthling) di Bowie dai tempi di Scary Monsters (1980). Tuttavia non pochi furono anche i giudizi discordanti (specialmente sulla stampa musicale italiana), che definirono il disco inferiore al suo predecessore, e addirittura banale e di routine, poco ispirato dal punto di vista compositivo e sovraprodotto. Nelle classifiche l'album esordì al 3º posto nel Regno Unito, al 2° in Francia, al 3° in Austria e in Germania, al 4° in Italia e al 2° in Russia. Nella classifica europea, redatta da Billboard esordì pertanto alla prima posizione. L'album andò peggio negli Stati Uniti, dove esordì solo alla posizione numero 29.

## Tracce
Testi e musiche di David Bowie, eccetto dove diversamente indicato.
1. New Killer Star – 4:40
2. Pablo Picasso – 4:06 (Jonathan Richman)
3. Never Get Old – 4:25
4. The Loneliest Guy – 4:11
5. Looking for Water – 3:28
6. She'll Drive the Big Car – 4:35
7. Days – 3:19
8. Fall Dog Bombs the Moon – 4:04
9. Try Some, Buy Some – 4:24 (George Harrison)
10. Reality – 4:23
11. Bring Me the Disco King – 7:45

Bonus tracks European Limited Edition
1. Waterloo Sunset – 3:28 (Ray Davies)
2. Fly – 4:10
3. Queen of All the Tarts (Overture) – 2:53
4. Rebel Rebel (2002 remix) – 3:10
5. Love Missile F1 Eleven – 4:15 (Martin Degville, Tony James, Neal Whitmore)
6. Rebel Never Gets Old (Radio mix) – 3:27
7. Rebel Never Gets Old (7th Heaven edit) – 4:19
8. Rebel Never Gets Old (7th Heaven mix) – 7:23

## Formazione
Musicisti
- David Bowie – voce, chitarra, tastiera, percussioni, sassofono, stylophone, sintetizzatore
- Sterling Campbell – batteria
- Gerry Leonard – chitarra
- Earl Slick – chitarra
- Mark Plati – basso, chitarra
- Mike Garson – piano
- David Torn – chitarra
- Gail Ann Dorsey – cori
- Catherine Russell – cori

Personale aggiuntivo
- Matt Chamberlain – batteria in Bring Me the Disco King e Fly
- Tony Visconti – basso, chitarra, tastiere, voce
- Mario J. McNulty – percussioni in Fall Dog Bombs the Moon
- Carlos Alomar – chitarra in Fly
- Greg Tobler – assistente ingegnere

Progetto Grafico
- Illustrazioni: Rex Ray
- Fotografie: Frank W. Ockenfels
- Progetto grafico: Barnbrook Design